# Aspicilia permutata
Aspicilia permutata är en lavart som beskrevs av sensu H.Magn. Aspicilia permutata ingår i släktet Aspicilia, och familjen Megasporaceae. Arten är reproducerande i Sverige.